# Commersonia rotundifolia
Commersonia rotundifolia är en malvaväxtart som beskrevs av Ferdinand von Mueller. Commersonia rotundifolia ingår i släktet Commersonia och familjen malvaväxter. Inga underarter finns listade i Catalogue of Life.